# Uhlwiller
Uhlwiller (Uhlweiler in tedesco) è un comune francese di 684 abitanti situato nel dipartimento del Basso Reno nella regione del Grand Est.

## Società

### Evoluzione demografica
Abitanti censiti